# Дрю Карпишин
Дрю Карпишин (англ. Drew Karpyshyn; нар. 28 липня 1971, Едмонтон, Альберта) — канадський письменник українського походження і сценарист відеоігор. Виріс у місті Сент-Альберт, яке знаходиться на північному заході від Едмонтона. Зараз живе в місті Шервуд-Парк. Українською його твори офіційно не публікувалися.

## Біографія
Дрю Карпишин народився 28 липня 1971 року в Едмонтоні, що в канадській провінції Альберта. Ріс у передмісті Сент-Альберта неподалік від Едмонтона. В дитинстві захоплювався «Зоряними війнами».
Його предки емігрували до Канади в XIX столітті. Сам Дрю згадував, що в Едмонтоні проживає багато представників української діаспори, завдяки чому він частково знайомий з українською культурою.
Карпишин деякий час працював на різних роботах, від розвізника меблів до експерта з позичок. З останньої роботи після автокатастрофи звільнився, повернувся до Альбертського університету, де отримав ступінь магістра з англійської мови. Компанія Wizards of the Coast на початку 2000 року шукала нових письменників і Дрю, побачивши оголошення, зацікавився цією можливістю. Його взяли на посаду геймдизайнера, також він написав для компанії два романи в 2001 році. Його першим відомим твором стало оповідання «Temple Hill», події якого розгорталися у всесвіті Забутих Королівств. У березні 2000 року Карпишин з'явився в епізоді шоу-вікторини Jeopardy!, де посів третє місце. Того ж року одружився з Дженіфер Карпишин.
Впродовж 2000 приєднався до невеликої тоді компанії-розробника відеоігор Bioware як сценарист. Брав участь у розробці Baldur's Gate II: Shadows of Amn та сюжетного доповнення до неї Throne of Bhaal, тоді ж написав кілька романів у всесвіті Забутих Королівств та Зоряних воєн. Згодом призначений головним сценаристом Star Wars: Knights of the Old Republic, у якій є автором сценарію і більшості діалогів та був одним з провідних сценаристів і дизайнерів Jade Empire.  Наступним значним проєктом, в якому брав участь Карпишин, стала серія рольових ігор Mass Effect.
У 2009 році, Карпишин переїхав до Остіна, штат Техас, вважаючи це кращим для своєї сім'ї. Там він взявся за роботу над Star Wars: The Old Republic. 
Карпишин залишив Bioware в лютому 2012 року, щоб зосередитися на власних літературних проєктах. Відомо, що Дрю захоплюється грою в гольф, більярд і Magic: the Gathering. Він зауважує, що його шанувальники часто шлють свої ідеї творів та ігор, але не розглядає їх, стверджуючи, що в чому він точно не має недостачі, так це в ідеях.
У 2015 році він повернувся в Bioware як сценарист Anthem. У 2018 знову покинув компанію за рік до виходу гри. 
У лютому 2020 року Карпишин приєднався до Archetype Entertainment, внутрішньої студії Wizards of the Coast, очолюваної колишніми співробітниками BioWare Джеймсом Оленом і Чадом Робертсоном. У січні 2020 року стало відомо, що Archetype працює над новою науково-фантастичною рольовою грою. За словами Карпишина, хоча його інтерес до розробки відеоігор згас, оскільки BioWare змінилися протягом багатьох років, — «[...]моя пристрасть знову запалилася. Відчуття в студії нагадує мені мої перші дні в BioWare, я відчуваю магію в повітрі».

## Доробок

### Відеоігри
| Рік  | Назва                                       | Роль/посада                                 |
| ---- | ------------------------------------------- | ------------------------------------------- |
| 2000 | Baldur's Gate II: Shadows of Amn            | Помічник дизайнера, автор керівництва з гри |
| 2001 | Baldur's Gate II: Throne of Bhaal           | Дизайнер                                    |
| 2002 | Neverwinter Nights                          | Дизайнер                                    |
| 2003 | Neverwinter Nights: Hordes of the Underdark | Дизайнер                                    |
| 2003 | Star Wars: Knights of the Old Republic      | Старший сценарист, дизайнер                 |
| 2005 | Jade Empire                                 | Сценарист                                   |
| 2007 | Mass Effect                                 | Головний сценарист                          |
| 2010 | Mass Effect 2                               | Головний сценарист                          |
| 2011 | Star Wars: The Old Republic                 | Сценарист                                   |
| 2019 | Anthem                                      | Сценарист                                   |

### Літературні твори
| Рік  | Назва українською                       | Назва мовою оригіналу                      | Форма            | Коментар |
| ---- | --------------------------------------- | ------------------------------------------ | ---------------- | --- |
| 2001 | Храмовий пагорб                         | Temple Hill                                | Оповідання       | |
| 2001 | Baldur's Gate II: Трон Баала            | Baldur's Gate II: Throne of Bhaal          | Роман            | Новелізація однойменної гри |
| 2003 | Втрачений рай                           | Paradise Lost                              | Оповідання       | |
| 2004 | Кулак богів                             | Feast of the Gods                          | Оповідання       | |
| 2006 | Зоряні війни: Дарт Бейн. Шлях руйнувань | Star Wars: Darth Bane. Path of Destruction | Роман            | |
| 2006 | Воно — живе                             | It's a Living                              | Оповідання       | |
| 2007 | Mass Effect: Відкриття                  | Mass Effect: Revelation                    | Роман            | Приквел до серії відеоігор «Mass Effect» |
| 2007 | Зоряні війни: Дарт Бейн. Панування двох | Star Wars: Darth Bane. Rule of Two         | Роман            | |
| 2008 | Mass Effect: Вознесення                 | Mass Effect: Ascension                     | Роман            | Сиквел відеогри Mass Effect та одночасно приквел до Mass Effect 2                                                                              |
| 2009 | Зоряні війни: Дарт Бейн. Династія Зла   | Star Wars: Darth Bane. Dynasty of Evil     | Роман            | |
| 2010 | Mass Effect: Відплата                   | Mass Effect: Retribution                   | Роман            | Сиквел відеогри Mass Effect 2 та одночасно приквел Mass Effect 3                                                                               |
| 2011 | Зоряні війни: Стара республіка. Реван   | Star Wars: Old republic. Revan             | Роман            | Сиквел відеогри Star Wars: Knights of the Old Republic та одночасно сиквел відеогри Star Wars: Knights of the Old Republic II — The Sith Lords |
| 2013 | Зоряні війни: Знищення                  | Star Wars: Annihilation                    | Роман            | |
| 2014 | Діти вогню                              | Children of Fire                           | Роман            | |
| 2014 | Випалена земля                          | The Scorched Earth                         | Роман            | |
| 2015 | Малий зловтішний дух та інші історії    | A Minor Malevolent Spirit and Other Tales  | Збірка оповідань | |
| 2015 | Хаос звільнений                         | Chaos Unleashed                            | Роман            | |